# قائمة زملاء الجمعية الملكية المنتخبين في 1948
هذه الصفحة تعرض قائمة زملاء الجمعية الملكية المُنتخبين لعام 1948.None

## الزملاء
- فرانك باودن
- Edgar Steacie [الإنجليزية]‏
- أوتو روبرت فريش
- George Martin Lees [الإنجليزية]‏
- Tom Harris (botanist) [الإنجليزية]‏
- Hayne Constant [الإنجليزية]‏
- Leonard Parsons [الإنجليزية]‏
- Frank Yates [الإنجليزية]‏
- Thomas Allibone [الإنجليزية]‏
- كورت ماهلر